# Postzegels van Bosnië en Herzegovina
De postzegels van Bosnië en Herzegovina verschijnen sinds 1879. Wat de postzegels van dit land bijzonder maakt is dat er vandaag de dag drie postbedrijven zijn die tegelijkertijd Bosnische postzegels uitgeven.

## Ottomaanse periode
Voor de Oostenrijks-Hongaarse bezetting in juli 1878 werden er reeds Ottomaanse postzegels gebruikt in Bosnië.  Op het grondgebied van Bosnië worden dan de tekens van de Turkse post gebruikt. De briefwisseling tussen het Ottomaanse Rijk en West-Europa passeerde overigens meestal door Bosnië. Om deze reden had de Oostenrijkse consul er reeds ten tijde van de Ottomaanse bezetting twee privé-postkantoren, één in Mostar en één in Sarajevo. Ook lokale bevolking begon echter langzamerhand gebruik te maken van deze exclusieve dienst van de consul. Dit leidde echter tot spanningen met de Ottomaanse autoriteiten. Nog tijdens de Ottomaanse periode richtte die in Mostar immers een eigen post- en telegrafiekantoor op.

## Tijdens de Oostenrijks-Hongaarse bezetting

### Eerste postzegels

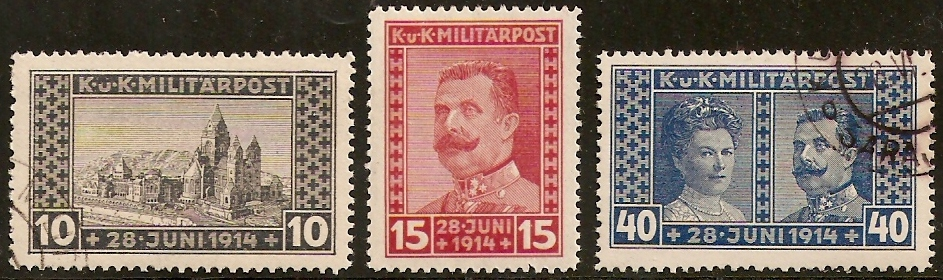
Een driedelige postzegelreeks uit 1917 met de beeltenis van de vermoorde kroonprins Franz Ferdinand van Oostenrijk en zijn vrouw Sophie Chotek in Bosnië in 1914. Op de eerste postzegel werd een kerk afgebeeld die was gewijd aan Sophia, maar nooit werd gebouwd.

Bosnië en Herzegovina werden in 1878 door het Congres van Berlijn toegewezen aan Oostenrijk-Hongarije. Meteen na het Congres trokken Oostenrijkse troepen het gebied binnen. Door de lokale bevolking werden ze echter niet beschouwd als hun bevrijders van de Ottomaanse hegemonie, maar net als vijanden.
De eerste Bosnische postzegels werden op 1 juli 1879 door de Oostenrijkers in omloop gebracht. Het ging om een reeks van negen postzegels, allen in een andere kleur en met een andere frankeerwaarde. Bijzonder aan de eerste postzegels is dat ze geen tekst bevatten. Wel beeldde men een wapen met een tweekoppige adelaar uit, het symbool van de bezettende grootmacht Oostenrijk-Hongarije. Taalproblemen lagen aan de basis van het uitblijven van enig opschrift. Door geen tekst op de postzegels te plaatsen, behandelde men de verschillende talen van de bezetter en van de etnische bevolkingen op gelijke hoogte. De frankeerwaarde werd uitgedrukt in de Oostenrijks-Hongaarse gulden. Net zoals de latere zegels uit de Oostenrijks-Hongaarse periode werden deze postzegels gedrukt in de Staatsdrukkerij in Wenen.

Eerste postzegeluitgave van Bosnië
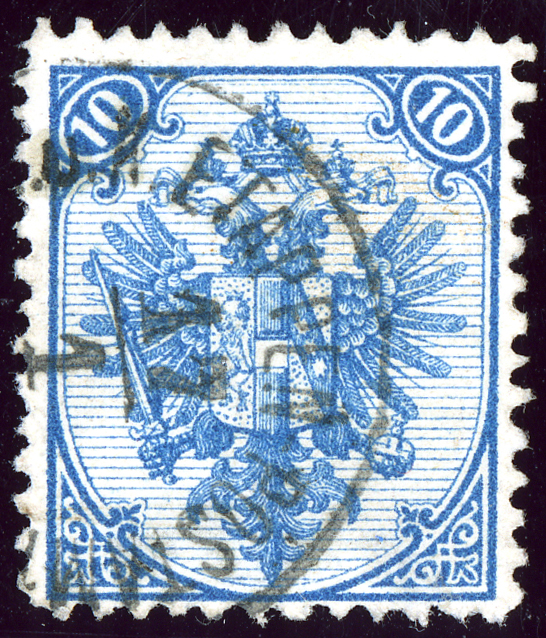
1879
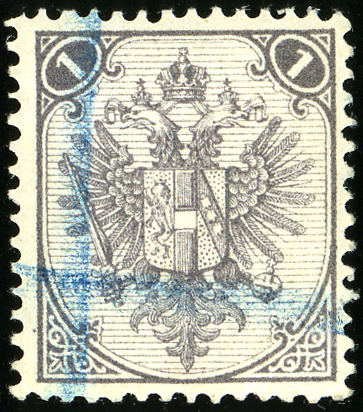
1879
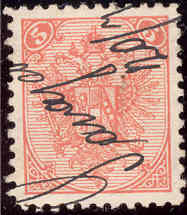
1879
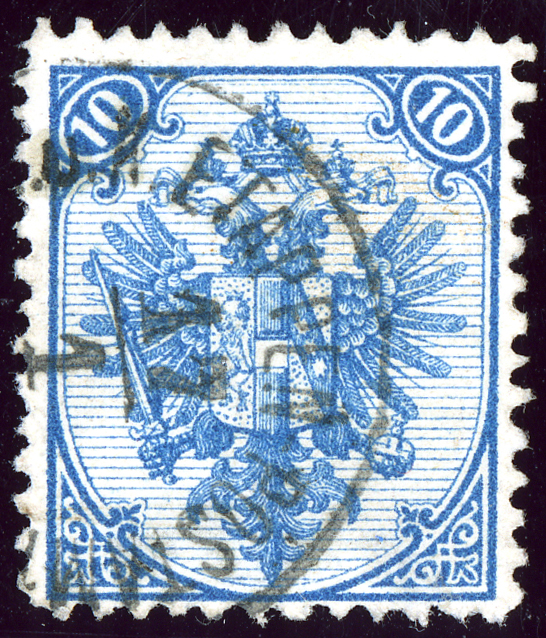
1879
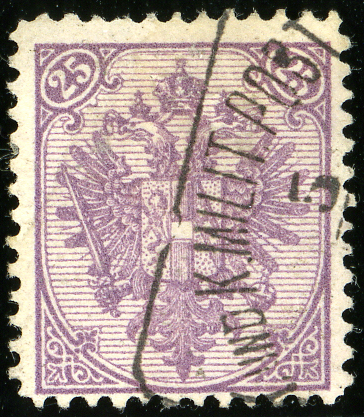
1879
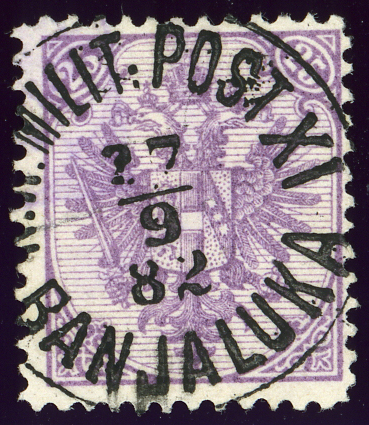
1882
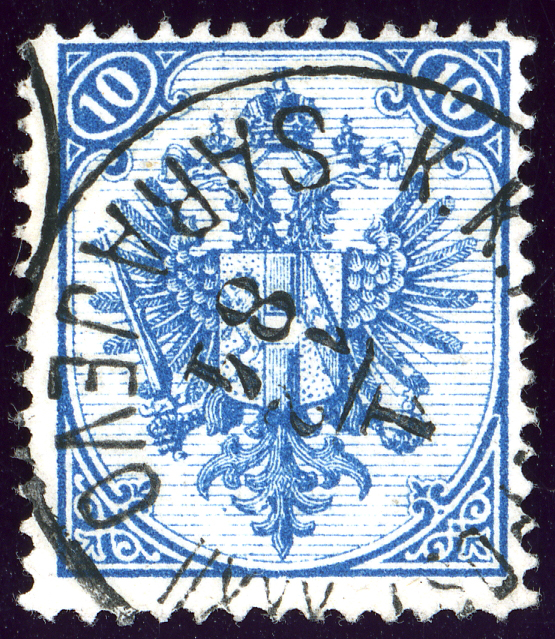
1884
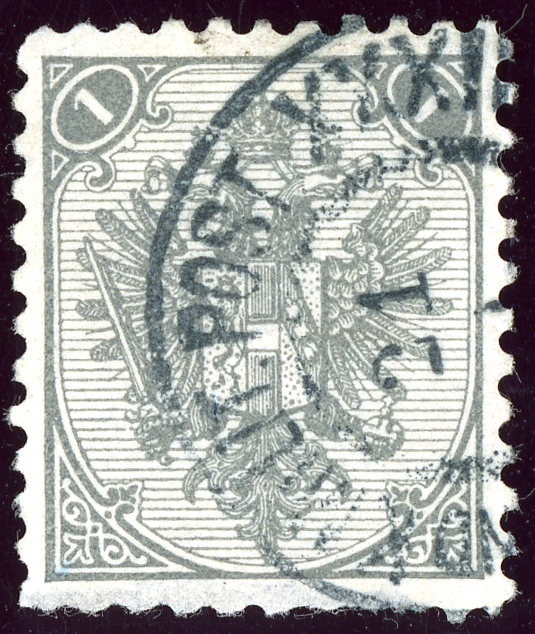
1894
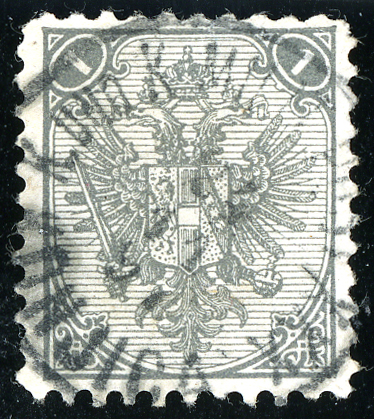
1896
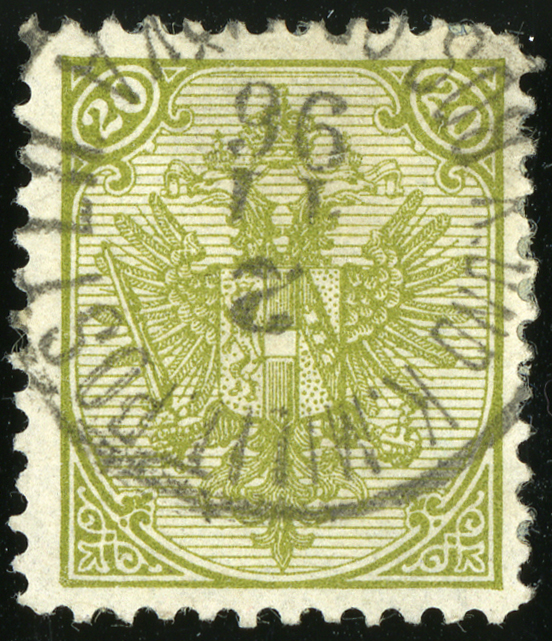
1896
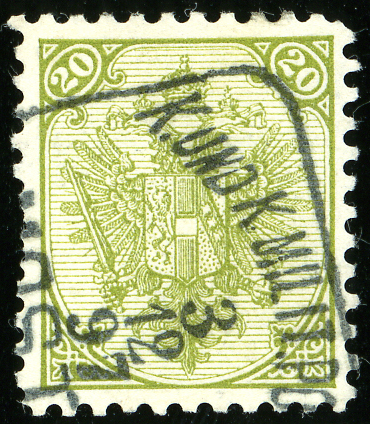
1897
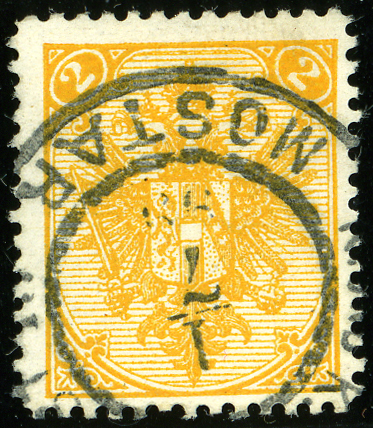
1898

Het taalbeleid van de postdienst veranderde in 1906. Bosnische postzegels kregen vanaf dan het opschrift BOSNIEN-HERZEGOWINA of BOSNIEN-HERCEGOVINA, in het Duits, de taal van de bezetter. In deze reeks beeldde men Bosnische steden af, alsook vervoersmiddelen uit die tijd. Dit was revolutionair in die zin dat in die periode enkel koningen en keizers prijkten op de postzegels van Europa.
In 1912 verscheen een reeks van 21 zegels met de beeltenis van keizer Frans Jozef I van Oostenrijk, onder het opschrift MILITÄRPOST, wat het statuut van Bosnië als bezet gebied extra benadrukte. De laatste postzegel uit de Oostenrijks-Hongaarse periode verscheen in 1918, in de periode van de ontbinding van de Dubbelmonarchie, na hun verlies in de Eerste Wereldoorlog.

Postzegels uit de Oostenrijks-Hongaarse periode
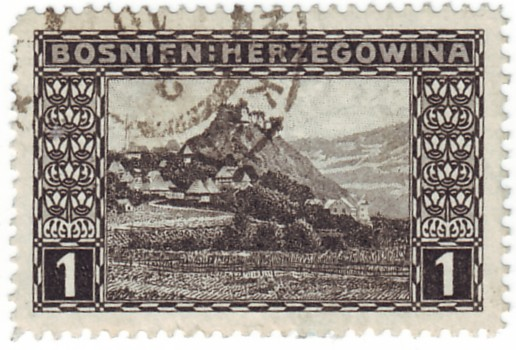
Postzegel met als onderwerp Doboj en als opschrift BOSNIEN-HERZEGOWINA, 1906.
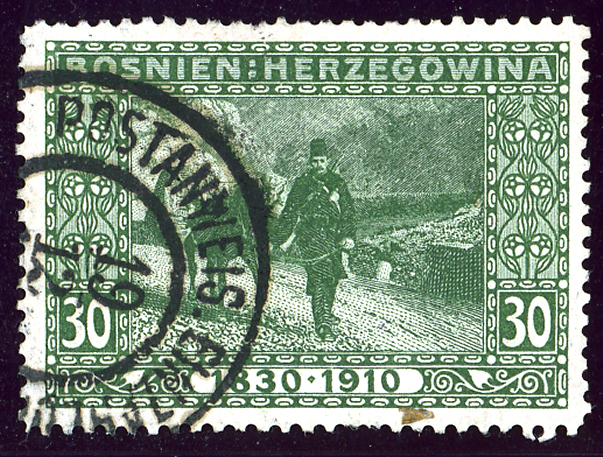
Postzegel de beeltenis van een postbode met een muildier, 1910.
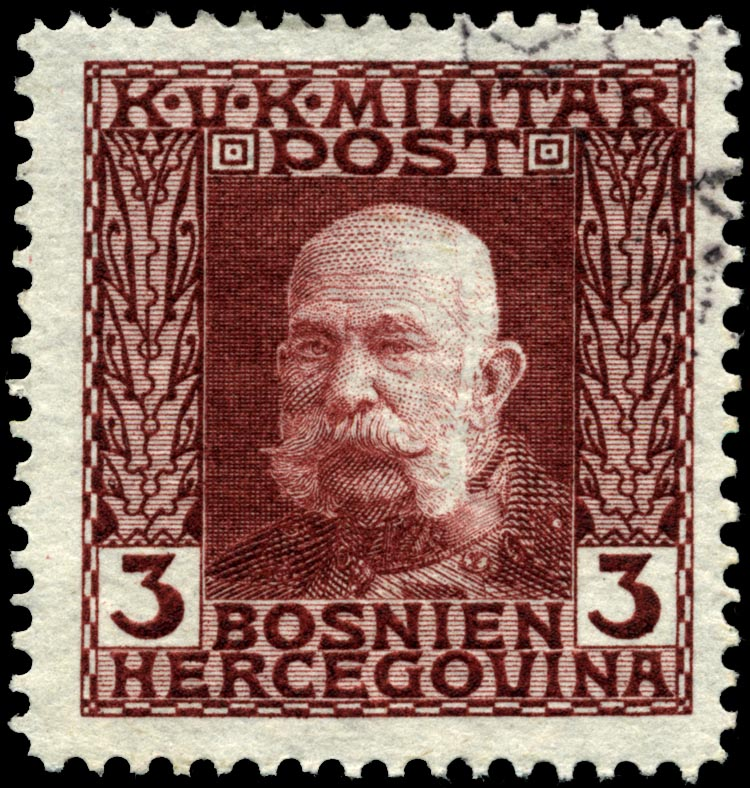
Postzegel met de beeltenis van Frans Jozef I van Oostenrijk en als bijkomend opschrift MILITÄRPOST, 1911.
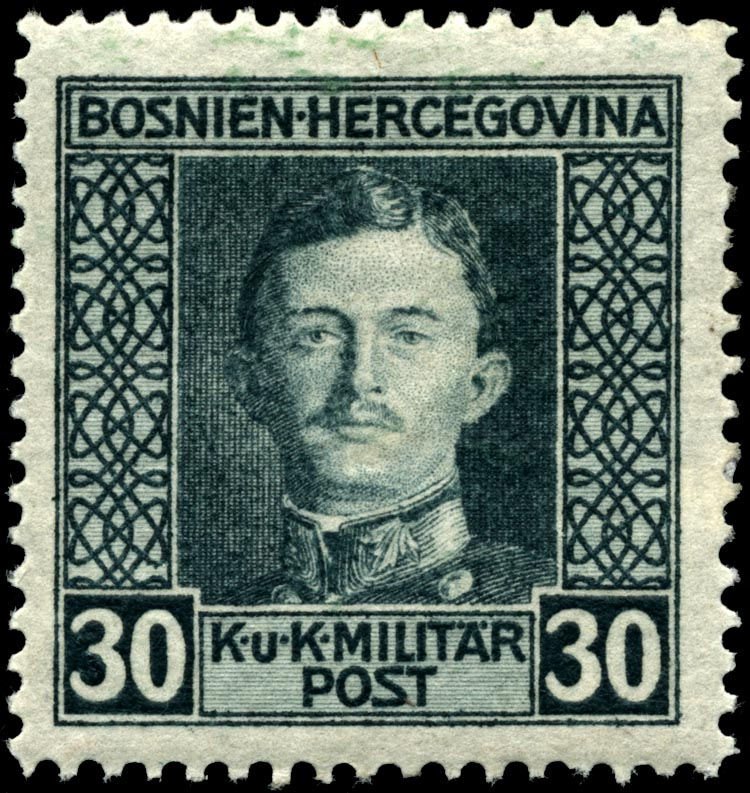
Postzegel met de beeltenis van Karel I van Oostenrijk en als bijkomend opschrift MILITÄRPOST, 1917.
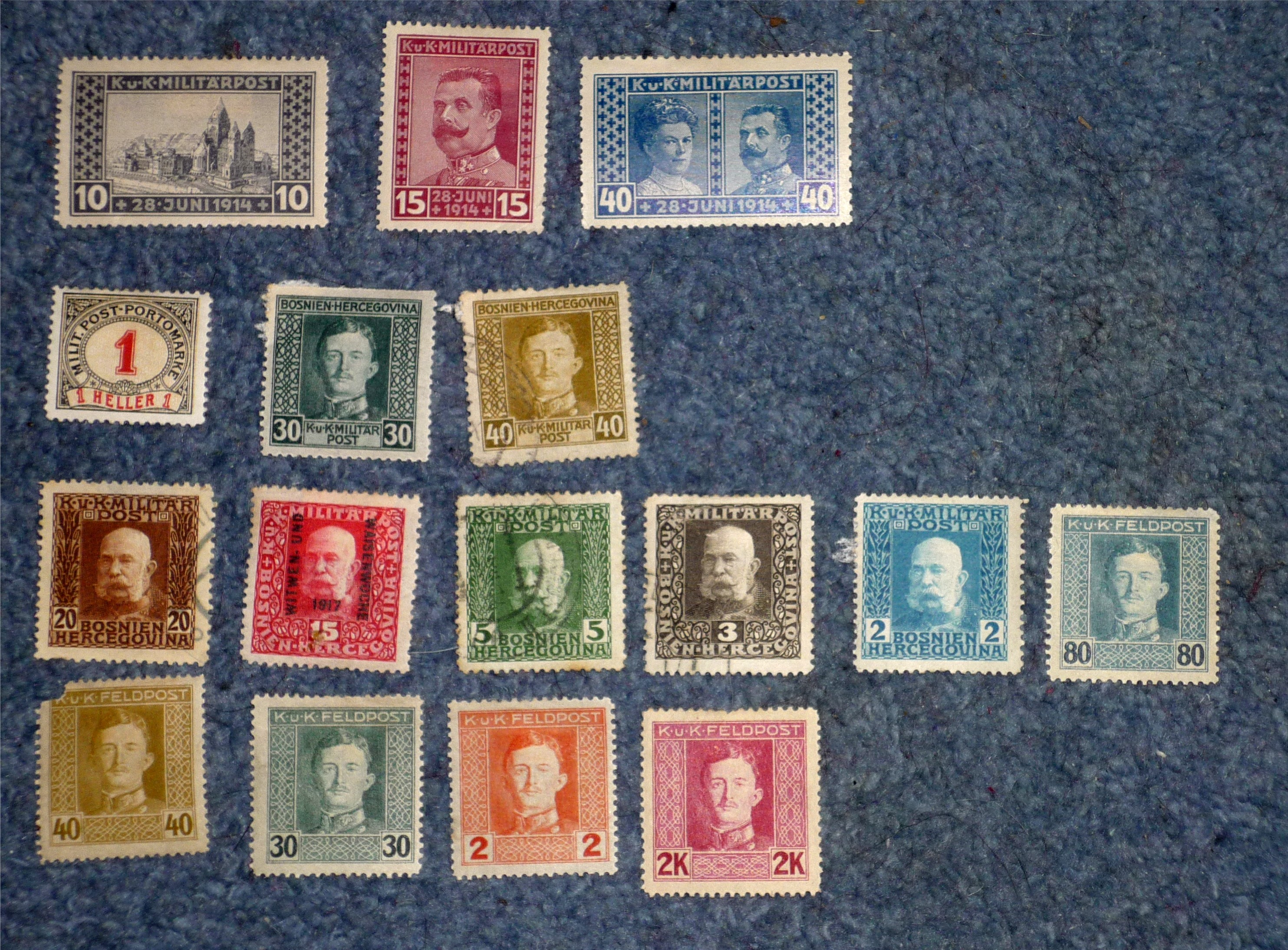
Overzicht.
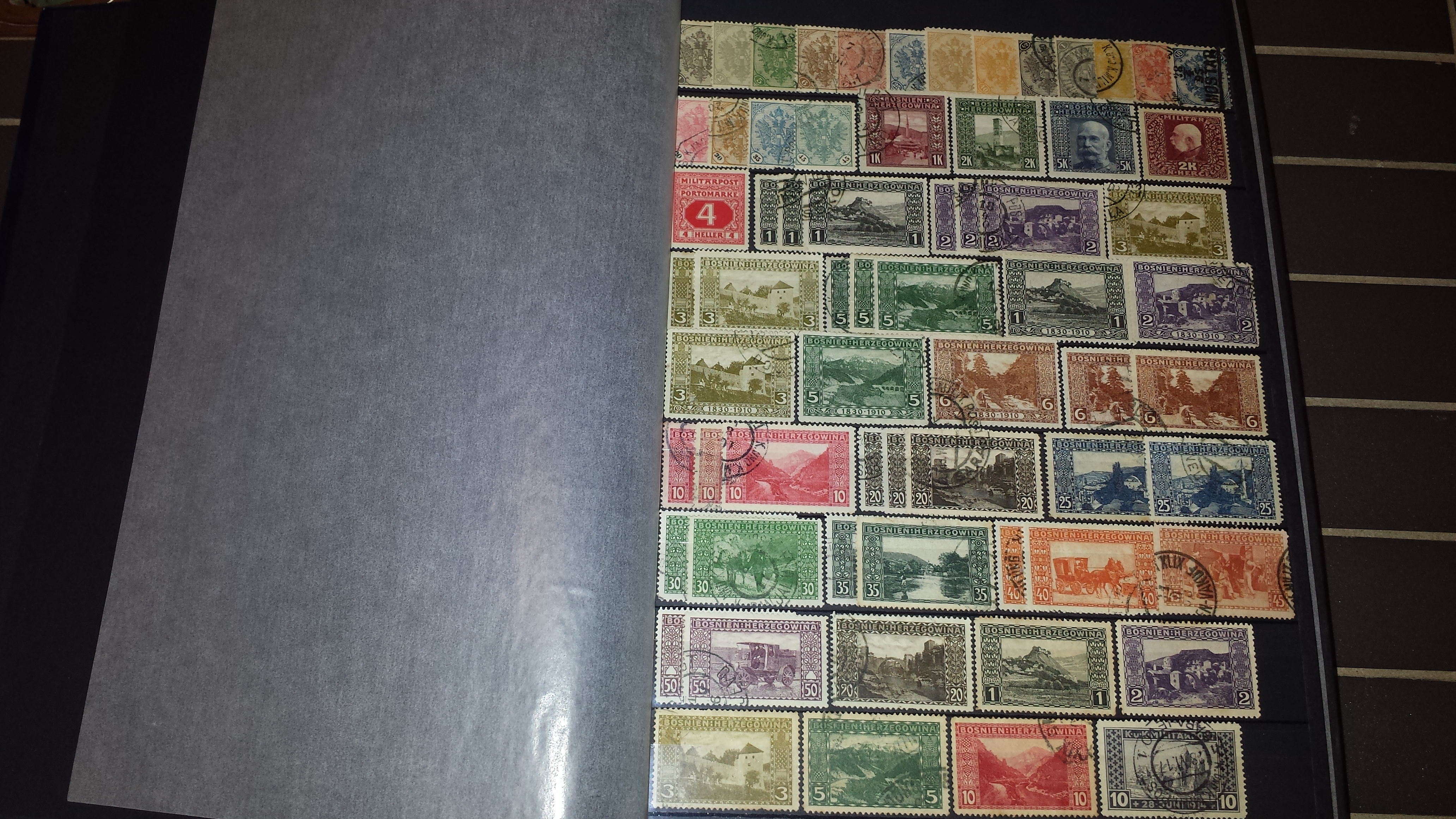
Postzegelverzameling.

### Bezettingszegels
Tijdens de Eerste Wereldoorlog, en meer bepaald tijdens de Servische Campagne aan het Balkanfront in 1915, veroverde Oostenrijk-Hongarije het Koninkrijk Servië. In het veroverde gebied werden bezettingszegels ingevoerd die in feite Bosnische postzegels waren met de opdrukken K.U.K. FELDPOST en SERBIEN. Deze zegels werden gebruikt van 1915 tot aan het einde van de oorlog in 1918.

Bezettingszegels
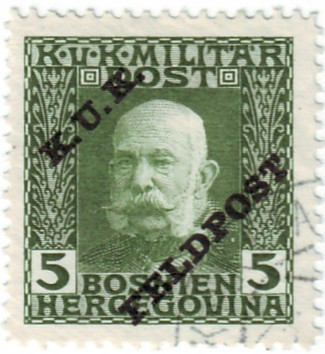
Postzegel met de overdrukken K.U.K. FELDPOST en SERBIEN, 1915.
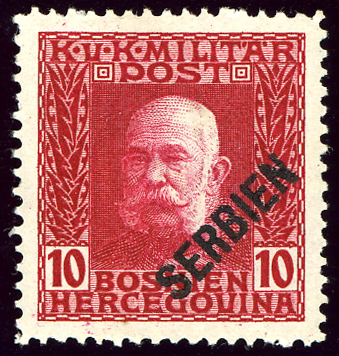
Postzegel met de overdruk SERBIEN, 1916.
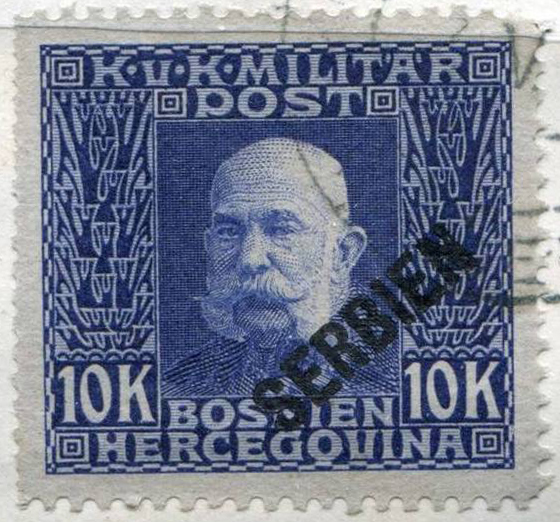
Postzegel met de overdruk SERBIEN, 1916.

### Uitbouwen van de postdienst

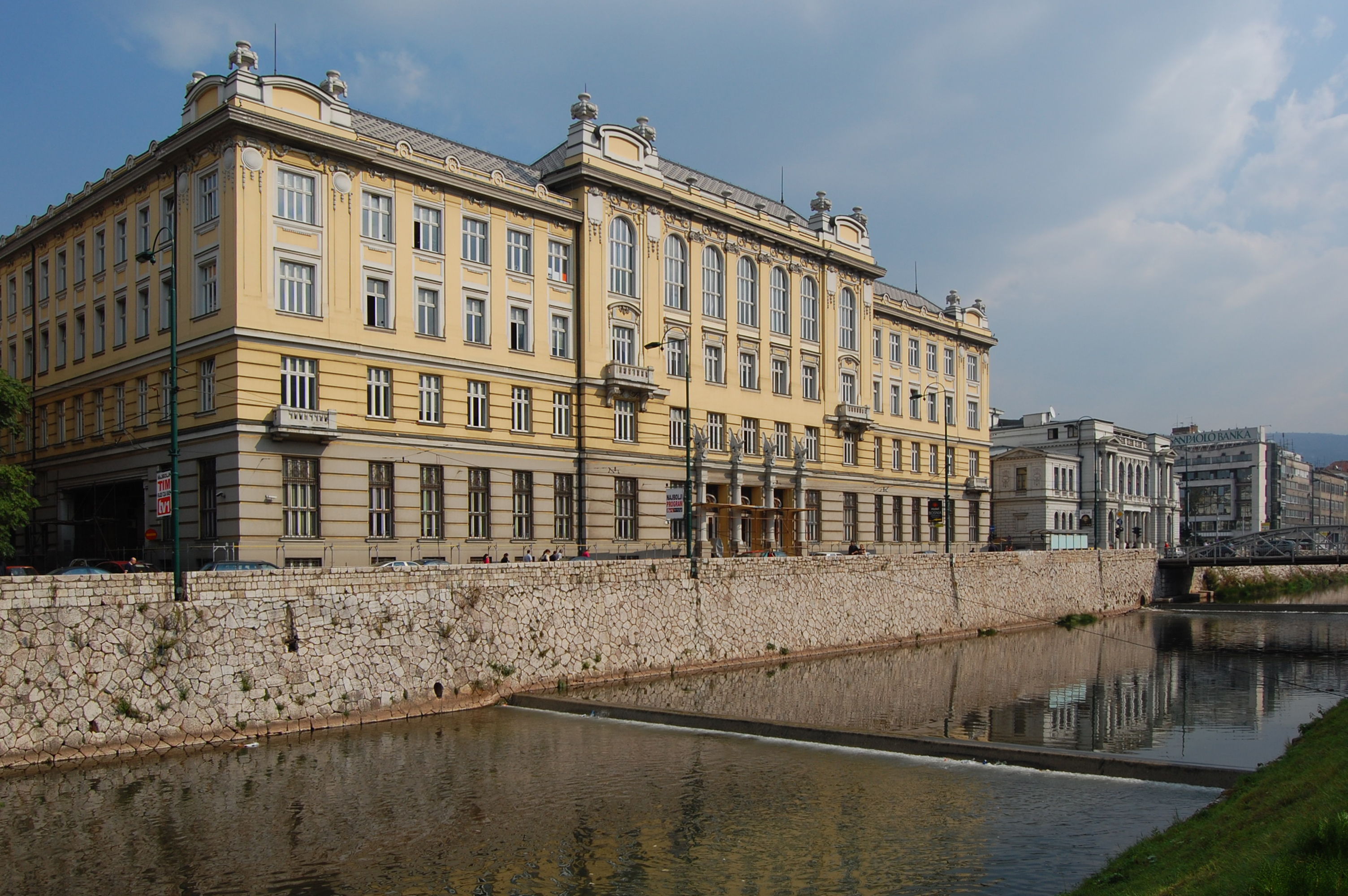
Het hoofdpostkantoor van Sarajevo.

In 1892 trad Bosnië en Herzegovina toe tot de Wereldpostunie. Negentien jaar later, in 1911, begon de Oostenrijks-Hongaarse architect Joseph Vancaš met het ontwerpen van een nieuw hoofdpostkantoor in Sarajevo, dat was geïnspireerd op de Postspaarbank in Wenen, een gebouw naar de hand van Otto Wagner uit 1902. Het gebouw werd op 18 mei 1913 geopend. Ten tijde van de moord op Frans Ferdinand van Oostenrijk in Sarajevo op  28 juni 1914 (en de daaruitvolgende Eerste Wereldoorlog) telde Bosnië ongeveer 100 burgerlijke postkantoren, alsook 118 militaire postkantoren. Het was in die tijd echter ongebruikelijk om brieven van burgers te versturen via de militaire postdienst. Bosnië was hierop de uitzondering. Zowel burgerlijke als militaire postdiensten werden immers georganiseerd vanuit het ministerie van oorlog.

## Joegoslavië

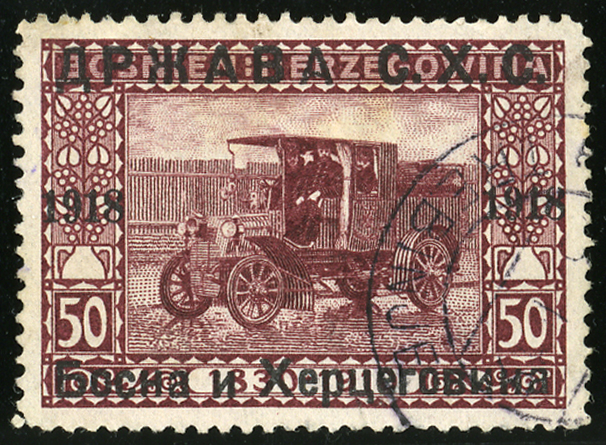
Oostenrijks-Hongaarse postzegel voor Bosnië met de overdruk ДРЖАВА СХС, 1919.

### Koninkrijk
Na de Eerste Wereldoorlog en het instorten van Oostenrijk-Hongarije gaan Bosnië en Herzegovina op in een nieuwe staat, het Koninkrijk der Serven, Kroaten en Slovenen, later het Koninkrijk Joegoslavië. Zoals dat vaak gaat bij opvolgende staten zijn de eerste postzegels van de nieuwe staat de postzegels van de vorige staat met een overdruk. Dat is ook hier het geval, met de overdruk DRŽAVA S.H.S. of ДРЖАВА СХС, zowel op Latijnse als op Cyrillische wijze.
'Eigen' zegels verschenen vanaf 1919. Vanaf 1920 werd de frankeerwaarde uitgedrukt in de Joegoslavische dinar. In Bosnië en Herzegovina zouden tot aan de onafhankelijkheid in 1992 de postzegels van Joegoslavië gebruiken. Ten tijde van het Koninkrijk Joegoslavië kwamen alvast weinig Bosnische onderwerpen voor op die Joegoslavische postzegels.

### Republiek
In de Tweede Wereldoorlog werd Joegoslavië in 1940 aangevallen door de Asmogendheden. Tijdens de oorlog werd de monarchie er afgeschaft en richtte men de (Socialistische Federale) Republiek Joegoslavië op, met van 1953 tot 1980 Josip Broz Tito als staatshoofd. Ook de postzegels van de Republiek Joegoslavië werden gebruikt op het grondgebied van Bosnië. In deze periode kennen de postzegels van Joegoslavië meer Bosnische onderwerpen dan ten tijde van het Koninkrijk.

## Onafhankelijk Bosnië en Herzegovina
Bosnië en Herzegovina werd in 1992	 een onafhankelijke staat, al ging dat wel gepaard met de Bosnische Burgeroorlog, die duurde tot 1995.
Vandaag de dag kennen Bosnië en Herzegovina drie openbare postbedrijven, georiënteerd op de verschillende etnische groepen in het land: de Bosniakken, de Servisch-orthodoxe Bosnische Serviërs en de rooms-katholieke Bosnische Kroaten. Het gaat om:
- BH Pošta, gevestigd in Sarajevo en postdienst van de Bosniakken;
- Pošte Srpske, gevestigd in Banja Luka en postdienst van de Bosnische Serviërs;
- en Hrvatska pošta Mostar, gevestigd in Mostar en postdienst van de Bosnische Kroaten.

Dit maakt Bosnië overigens niet tot het enige Europees land met meerdere postbedrijven. In Andorra bijvoorbeeld is er zowel een Spaanse als een Franse postdienst.
Een andere bijzonderheid is het grote aantal postkantoren in de grote steden. In steden zoals de hoofdstad Sarajevo en verder in onder andere Vitez, Mostar, Travnik en Gornji Vakuf zou er immers nooit meer dan een kilometer afstand zijn tussen twee postkantoren.

### Federatie van Bosnië en Herzegovina
BH Pošta geeft sinds 27 oktober 1993 postzegels uit. Eerst gebeurde dat onder het opschrift REPUBLIKA BOSNA i HERCEGOVINA, vanaf 1996 werd dit BOSNA i HERCEGOVINA. Tot 1 oktober 1998 was frankeerwaarde uitgedrukt in de munteenheid van de Bosnisch-Herzegovijnse dinar, waarna men overschakelde op de huidige munteenheid in het land, de Bosnische inwisselbare mark.
HP Mostar geeft sinds 1993 postzegels uit. Hier was het opschrift eerst BOSNA i HERCEGOVINA / HRVATSKA REPUBLIKA HERCEG-BOSNA, of, afgekort, HR HERCEG-BOSNA. Vanaf 1996 hanteert het, net zoals BH Pošta, postzegels uit onder het opschrift BOSNA i HERCEGOVINA, zij het met een ander logo dan BH Pošta. Oorspronkelijk was de frankeerwaarde uitgedrukt in Kroatische kuna en sinds 1999 in de Bosnische inwisselbare mark.

### Servische Republiek
Srpske pošte geeft sinds 26 oktober 1992 postzegels uit. De eerste postzegels hadden het opschrift REPUBLIKA SRPSKA, terwijl de frankeerwaarde was uitgedrukt in Joegoslavische dinar tot 24 december van dat jaar. Sinds 15 juli 2003 is het opschrift BOSNA i HERCEGOVINA / REPUBLIKA SRPSKA. De zegels zijn echter opgemaakt in het Cyrillisch schrift, waardoor men РЕПУБЛИҜА СРПСКА leest.
Portaal · Categorie